# Marie-Mai - Live au Centre Bell - Traverser le Miroir
 (décembre 2014).
Si vous disposez d'ouvrages ou d'articles de référence ou si vous connaissez des sites web de qualité traitant du thème abordé ici, merci de compléter l'article en donnant les références utiles à sa vérifiabilité et en les liant à la section « Notes et références ».
Ce film est la captation de la 100e représentation de la Tournée Miroir de Marie-Mai. Il fut lancé le 11 juillet 2014 au cinéma. Le 10 novembre 2014, le film fut sorti en magasin. Le lancement officiel ce fera au Centre Bell. Le Jumbotron fut descendu pour l'occasion. De cette façon, les fans de Marie-Mai ont eu la chance de visionner le contenu inédit avec l'artiste.

## Promotion
Le film était accompagné du slogan suivant: Vivez l'expérience du 100e spectacle de la Tournée Miroir comme si vous y étiez!
Le vidéoclip de la chanson Tourner tirée de son cinquième album, M, est un montage de séquences variés du concert.

## Critiques médiatiques
- 7 jours : «Un film gigantesque qui nous plonge tête première dans l'univers de Marie-Mai»
- 98.5 FM : «La fougue de Marie-Mai transperce l'écran»
- Salut Bonjour, TVA : «Un film qui reflète son statut de star»
- Journal de Montréal : «On y voit toute l'émotions et le travail acharné qu'il y a derrière un spectacle de cette envergure»

## Set List

### 1rePartie
1. C.O.B.R.A.
2. Mentir
3. Indestructible toi
4. Jamais ailleurs
5. Différents
6. Jamais trop tard (Avec Jonas)
7. Qui prendra ma place
8. Déjà loin
9. Comme avant

### 2e Partie
1. Encore une nuit
2. C'est moi
3. Garde tes larmes
4. Heart Attack
5. Nous sommes les mêmes (Avec Marc Dupré)
6. Emmène-Moi
7. Je cours
8. Sans cri ni haine
9. Jet Lag

### Nouvelles Chansons
1. Conscience
2. Tourner
3. À bout portant

## Contenu Inédit
- «Making Of» du spectacle
- Entrevue Marie-Mai
- Entrevue Marie-Mai et Fred St-Gelais
- Grande première au cinéma
- Archives personnelles
- 10 ans en photos

## Informations sur le film
- Langue : Français
- Audio : 5.1 Dolby Digital / 2.0 Stéréo
- Format de l'image : 16X9 1.78:1
- Durée : 117 minutes

## Équipe
- Contenu QMI & Productions J, maison de production
- Julie Snyder, productrice
- producteurs exclusifs:
  - Benoit Clermont
  - Lyne Cléroux
  - Marianik Giffard
  - Shannie Ladouceur
- Jean Lamoureux, réalisateur
- montage:
  - Vladimir Garand
  - Benoit Giguère
- réalisation et montage:
  - Mireille Veillet pour les coulisses
  - Josiane Lamarre pour les inédits

### Musiciens
- Marie-Mai, chant
- Fred St-Gelais, guitare
- Guillaume Doiron, guitare
- Robert Langlois, basse
- Maxime Lalanne, batterie
- Guillaume Marchand, claviers
- Marc Dupré, artiste invité pour la chanson Nous sommes les mêmes
- Jonas, artiste invité pour la chanson Jamais trop tard

### Technique
- Jonathan Lewis, conceptions éclairages, scénographie et direction de la photographie
- Charles-Émile Beaudin & Denis Savage, son
- Guy Lévesque, mise en scène
- Steve Bolton, chorégraphie

### Coulisse
- David D'Amour, coiffure
- Sophie Parrot, maquillage
- Patrick Vimbor, stylisme

## Certification
| Pays   | Association  | Certification | Ventes/Équivalence |
| ------ | ------------ | ------------- | ------------------ |
| Canada | Music Canada | 4x platine    | 40 000             |